# Phyllorhynchus browni
Phyllorhynchus browni là một loài rắn trong họ Rắn nước. Loài này được Stejneger mô tả khoa học đầu tiên năm 1890.